# Пильюччи, Массимо
Массимо Пильюччи (род. 16 января 1964; англ. Massimo Pigliucci) — американский биолог и философ науки. Профессор философии в Сити-колледже университета Нью-Йорка. Известен как критик псевдонауки и креационизма; выступает за секуляризм в науке и образовании. Является популяризатором современного стоицизма.

## Биография

### Ранние годы
Родился в Монровии, Либерия и вырос в Риме. Имеет докторскую степень в области генетики из Университета Феррары, Италия, Доктор биологии из Университета Коннектикута, а степень доктора философии от университета Теннесси. Член американской ассоциации по развитию науки и Комитета Скептических расследований.

### Научная карьера

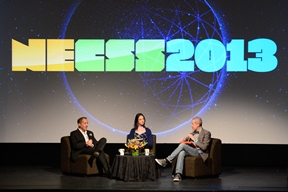
Майкл Шермер, Джулия Галеф и Массимо Пильюччи в телепрограмме Rationally Speaking (2013)

Работал преподавателем экологии и эволюции в университете Стони Брук. Занимался изучением модификационной изменчивости, вопросами взаимодействия генотип-среда и естественного отбора . В 1997 году получил премию имени Добжанского Общества по изучению эволюции, ежегодно присуждаемую молодым биологам-эволюционистам. Занимался философскими основами эволюционной теории, науки и взаимодействия между наукой и религией. Является сторонником гипотезы длительного эволюционного синтеза.
Регулярно публикуется в журнале Skeptical Inquirer по таким темам, как отрицание изменения климата, «разумный замысел», псевдонаука и философия науки. Неоднократно публично дискутировал с антиэволюционистами — младоземельными креационистами и сторонниками теории «разумного замысла», такими как Дуэйн Гиш, Кент Ховинд, Уильям Дембски и Джонатан Уэллс.
Интервью Пильюччи для русскоязычного журнала «КРОТ» было внесено Роскомнадзором в реестр запрещённой информации, а сам интернет-ресурс издания — заблокирован.

### Книги

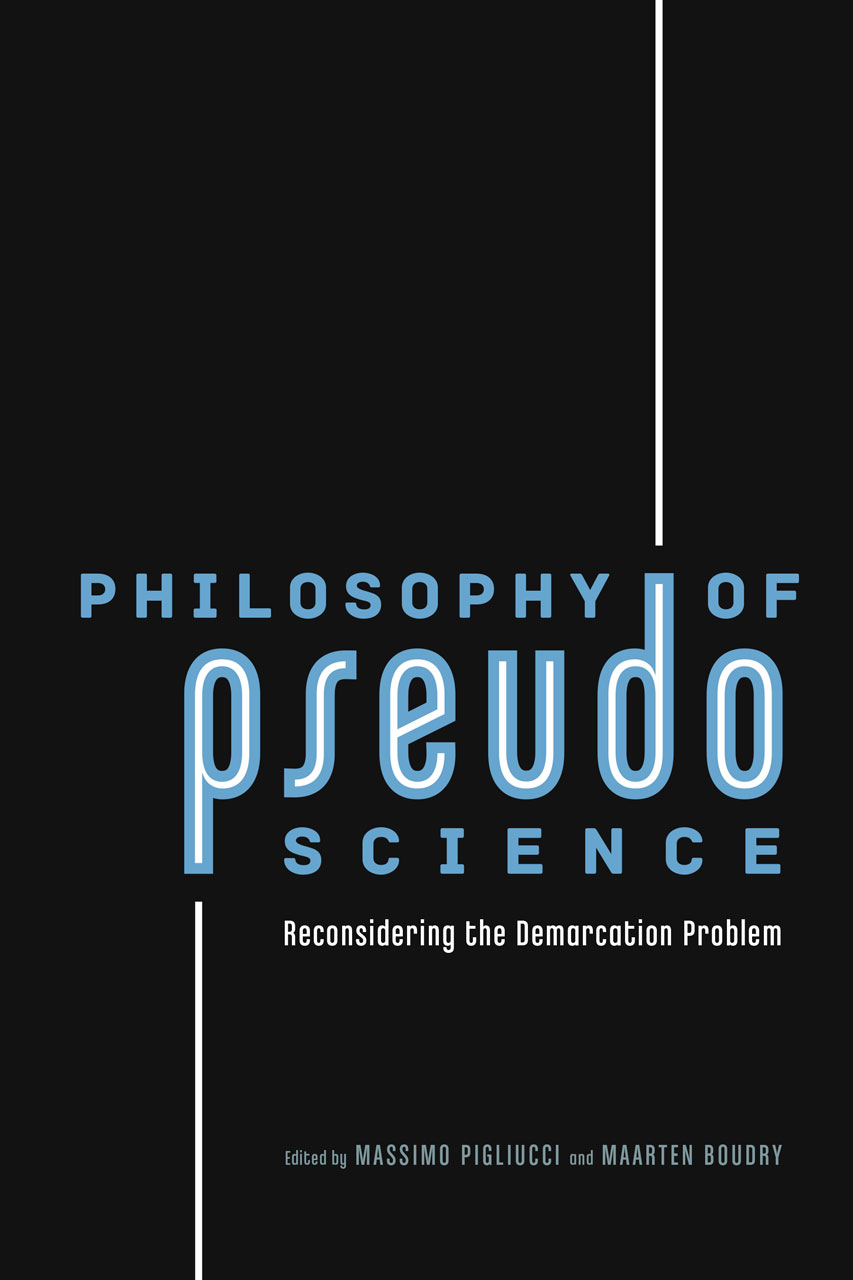

- Schlichting, Carl; Pigliucci, Massimo. Phenotypic evolution : a reaction norm perspective (англ.). — Sunderland, Mass.: Sinauer[англ.], 1998.
- Tales of the Rational (Freethought Press, 2000): A series of essays on atheism, straw-man arguments, creationism and the like.
- Phenotypic Plasticity (Johns Hopkins University Press, 2001): A technical volume on research concerning nature and nurture questions.
- Denying Evolution: Creationism, Scientism, and the Nature of Science. (Sinauer, 2002) ISBN 0-87893-659-9: This book covers the evolution-creation controversy, better science teaching, and why people have difficulties with critical thinking.
- Phenotypic Integration Архивная копия от 16 марта 2017 на Wayback Machine (Oxford University Press, 2003) ISBN 0195160436: A collection of technical essays on the evolution of complex biological organs.
- Making Sense of Evolution Архивная копия от 17 марта 2017 на Wayback Machine (with Jonathan Kaplan, University of Chicago Press, 2006, ISBN 978-0-226-66837-6): A philosophical examination of the fundamental concepts of evolutionary theory and practice.
- Evolution: The Extended Synthesis Архивная копия от 17 марта 2017 на Wayback Machine (with Gerd B. Muller, MIT Press, 2010, ISBN 978-0262513678)
- Nonsense on Stilts: How to Tell Science from Bunk Архивная копия от 24 июля 2020 на Wayback Machine (University of Chicago Press, 2010, ISBN 978-0-226-66786-7): This book presents a number of case studies on controversial topics in order to examine how science is conducted, how it is disseminated, how it is interpreted, and what it means to our society.
- Answers for Aristotle: How Science and Philosophy Can Lead Us to a More Meaningful Life Архивная копия от 6 августа 2020 на Wayback Machine (Basic Books, 2012, ISBN 978-0-465-02138-3)
- Philosophy of Pseudoscience: Reconsidering the Demarcation Problem Архивная копия от 16 апреля 2021 на Wayback Machine (with Maarten Boudry[англ.], eds., University of Chicago Press, 2013, ISBN 978-0226051963)
- How to Be a Stoic: Using Ancient Philosophy to Live a Modern Life (Basic Books, 2017, ISBN 978-0465097951)

На русском:
- Массимо Пильюччи. Как быть стоиком. Античная философия и современная жизнь = Massimo Pigliucci.  How to Be a Stoic: Using Ancient Philosophy to Live a Modern Life. — М.: Альпина нон-фикшн, 2018. — 279 p. — ISBN 9785916718089.
- Массимо Пильюччи. Счастливая жизнь. Руководство по стоицизму для современного человека = Massimo Pigliucci. A Field Guide to a Happy Life: 53 Brief Lessons for Living. — М.: Альпина нон-фикшн., 2021. — 196 с. — ISBN 978-5-00139-453-2.

### Статьи
- Pigliucci, M. Is evolutionary psychology a pseudoscience? (англ.) // Skeptical Inquirer : magazine. — 2006. — Vol. 30, no. 2. — P. 23—24.
- Pigliucci, M. Science and fundamentalism (англ.) // EMBO Reports[англ.] : journal. — 2005. — Vol. 6, no. 12. — P. 1106—1109. — doi:10.1038/sj.embor.7400589.
- Pigliucci, M. The power and perils of metaphors in science (англ.) // Skeptical Inquirer : magazine. — 2005. — Vol. 29, no. 5. — P. 20—21.
- Pigliucci, M. What is philosophy of science good for? (неопр.) // Philosophy Now[англ.]. — Т. 44. — С. 45.
- Pigliucci M., Banta J., Bossu C., etal. The alleged fallacies of evolutionary theory (неопр.) // Philosophy Now[англ.]. — Т. 46. — С. 36—39.
- «The Virtuous Skeptic». Skeptical Inquirer. 41 (2): 54-57. 2017